# Хинд, Артур (хоккеист на траве)
Артур Чарльз Хинд (англ. Arthur Charles Hind, 22 декабря 1904, Дели, Британская Индия — 20 ноября 1991, Мельбурн, Австралия) — индийский хоккеист (хоккей на траве), вратарь. Олимпийский чемпион 1932 года.

## Биография
Артур Хинд родился 22 декабря 1904 года в индийском городе Дели.
Играл в хоккей на траве за Бомбей.
В 1932 году вошёл в состав сборной Индии по хоккею на траве на Олимпийских играх в Лос-Анджелесе и завоевал золотую медаль. Играл на позиции вратаря, провёл 1 матч, пропустил 1 мяч от сборной Японии. Участие Хинда в Играх оказалось под угрозой, после того как он отказался надеть тюрбан во время церемонии открытия. Его отправили домой, однако после извинений разрешили вернуться.
Работал на Северо-Западной железной дороге.
Эмигрировал в Австралию, где продолжал играть в хоккей на траве до 50 лет.
Умер 20 ноября 1991 года в австралийском городе Мельбурн.